# تقارب منتظم
في الرياضيات، وبالتحديد في مجال التحليل الرياضي, التقارب المنتظم هو نمط من الاقتراب، أقوى من الاقتراب نقطة بنقطة.
متتالية من الدوال {\displaystyle (f_{n})} تتقارب بشكل منتظم من دالة {\displaystyle f} في مجموعة E، إذا توفر ما يلي: مهما صغُر العدد الموجب قطعا {\displaystyle \epsilon }، أمكن ايجاد عدد طبيعي N حيث الدوال {\displaystyle f_{N},f_{N+1},f_{N+2},\ldots } كلهن، لا تختلفن عن الدالة {\displaystyle f} في جميع عناصر المجموعة E بأزيد من العدد الصغير {\displaystyle \epsilon } الذي اختير في بداية الأمر.

## التاريخ
في عام 1821، نشر أوغستين لوي كوشي برهانا ينص على أن المجموع المتقارب لدوال متصلة هو دائما دالة متصلة. وجد عالم الرياضيات نيلس هنريك أبيل مثالا مضادا عن ذلك في عام 1826 في سياق متسلسلة فورييه.

## تعريف
يُعرف في بداية الأمر الاقتراب المنتظم بالنسبة لدوال ذات قيم حقيقية. التعريف ذاته قد يُمدَّد إلى دوال مستقرها فضاء متري أو أكثر عموما فضاء منتظم.
لتكن {\displaystyle E} مجموعة ولتكن {\displaystyle (f_{n})_{n\in \mathbb {N} }} متتالية من الدوال ذات القيم الحقيقية معرفة عليها. يقال أن المتتالية {\displaystyle (f_{n})_{n\in \mathbb {N} }} تقترب بشكل منتظم في المجموعة {\displaystyle E}، من الدالة {\displaystyle f:E\to \mathbb {R} } إذا توفر ما يلي: مهما صغر العدد الموجب قطعا {\displaystyle \epsilon >0,}، أمكن ايجاد عدد طبيعي {\displaystyle N} حيث {\displaystyle n\geq N} تستلزم المتراجحة التالية بالنسبة لجميع عناصر المجموعة {\displaystyle E} (أي مهما كان {\displaystyle x\in E})
{\displaystyle |f_{n}(x)-f(x)|<\epsilon .}
ليس هناك رمز موحد من أجل الدلالة على الاقتراب المنتظم. قد تستعمل الرموز الآتية:
{\displaystyle f_{n}\rightrightarrows f,\quad {\underset {n\to \infty }{\mathrm {unif\ lim} }}f_{n}=f,\quad f_{n}{\overset {\mathrm {unif.} }{\longrightarrow }}f,\quad f=u-\lim _{n\to \infty }f_{n}.}
{\displaystyle f_{n}\to f\quad \mathrm {uniformly} }
{\displaystyle d_{n}=\sup _{x\in E}|f_{n}(x)-f(x)|,</math:<math>d(f,g)=\sup _{x\in E}|f(x)-g(x)|.}
{\displaystyle f_{n}\rightrightarrows f\iff \lim _{n\to \infty }d(f_{n},f)=0}.

## تطبيقات

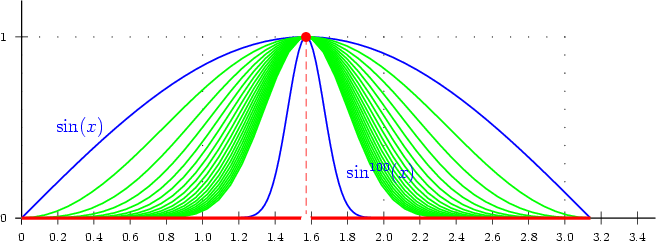
Counterexample to a strengthening of the uniform convergence theorem, in which pointwise convergence, rather than uniform convergence, is assumed. الدوال المتصلة الممثلة بمنحنيات خضراء تقترب نقطة بنقطة من الدالة غير المتصلة الممثلة بالمنحنى الأحمر. هذا الأمر لا يمكن أن يقع إذا كان الاقتراب منتظما.

## وصلات خارجية
- Hazewinkel, Michiel, ed. (2001), "Uniform convergence", Encyclopedia of Mathematics  [لغات أخرى]‏ (بالإنجليزية), Springer, ISBN:978-1-55608-010-4
- Uniform convergence على بلانيت ماث
- Limit point of function على بلانيت ماث
- Converges uniformly على بلانيت ماث
- Convergent series على بلانيت ماث
- Graphic examples of uniform convergence of Fourier series from the University of Colorado